# IndyCar Series 2022
La NTT IndyCar Series 2022 è stata la 27ª stagione della IndyCar Series e la 101ª stagione ufficiale del Campionato americano auto da corsa.

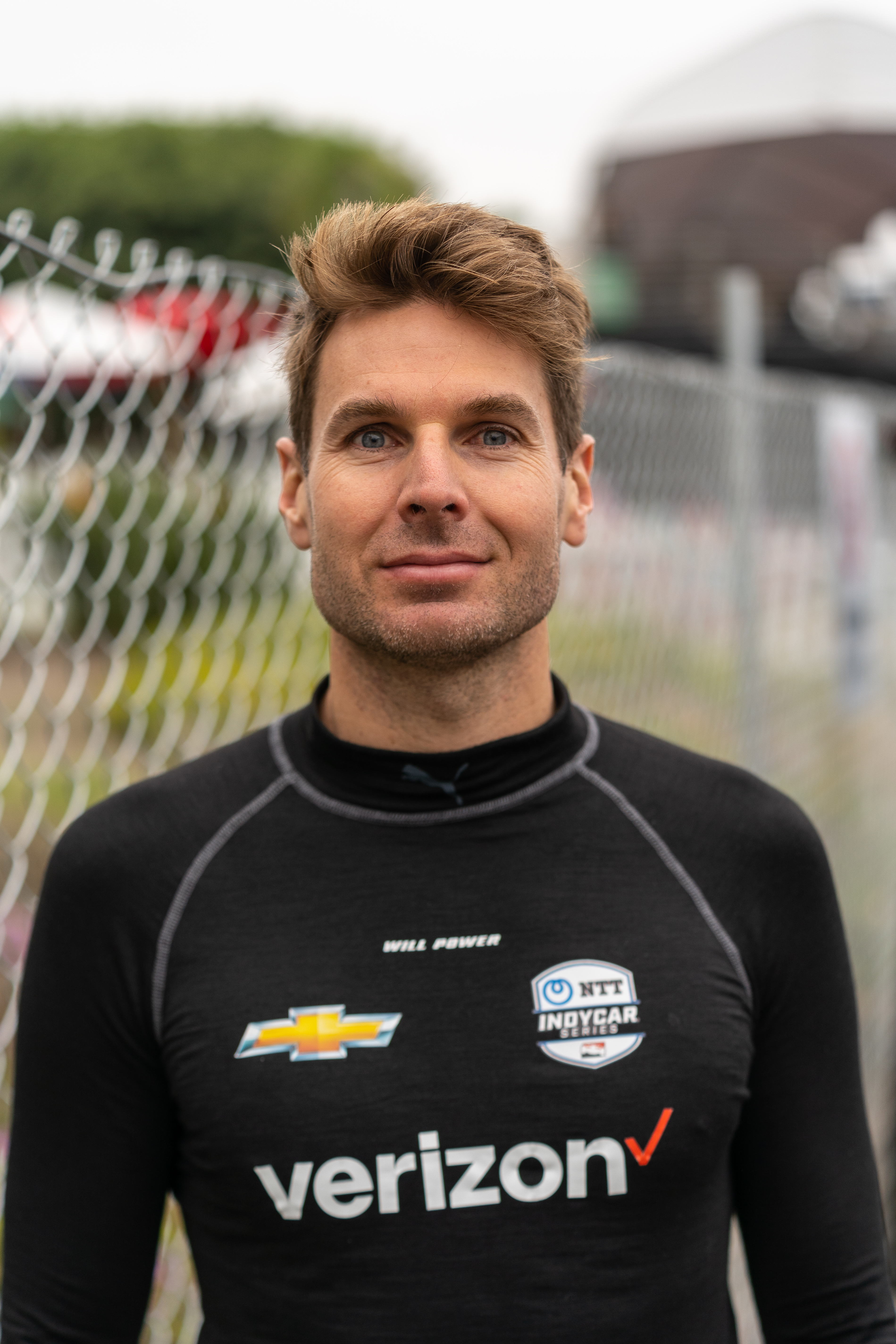
Will Power, che ha vinto il suo 2º titolo in carriera col Team Penske.

## Piloti e team
Tutti i team utilizzano il telaio Dallara IR18 e pneumatici Firestone.
| Scuderia                                | Motore    | N. | Pilota/i              | Gara/e           |
| --------------------------------------- | --------- | -- | --------------------- | ---------------- |
| A.J. Foyt Enterprises                   | Chevrolet | 4  | Dalton Kellett        | Tutti            |
| A.J. Foyt Enterprises                   | Chevrolet | 14 | Kyle Kirkwood R       | Tutti            |
| A.J. Foyt Enterprises                   | Chevrolet | 11 | Tatiana Calderón R    | 1,3-5,7-10,12-17 |
| Andretti Autosport                      | Honda     | 26 | Colton Herta          | Tutti            |
| Andretti Autosport                      | Honda     | 27 | Alexander Rossi       | Tutti            |
| Andretti Autosport                      | Honda     | 28 | Romain Grosjean       | Tutti            |
| Andretti Steinbrenner Autosport         | Honda     | 29 | Devlin DeFrancesco R  | Tutti            |
| Arrow McLaren SP                        | Chevrolet | 5  | Patricio O'Ward       | Tutti            |
| Arrow McLaren SP                        | Chevrolet | 6  | Juan Pablo Montoya    | 5-6              |
| Arrow McLaren SP                        | Chevrolet | 7  | Felix Rosenqvist      | Tutti            |
| Dale Coyne Racing with HMD Motorsports  | Honda     | 18 | David Malukas R       | Tutti            |
| Dale Coyne Racing with Rick Ware Racing | Honda     | 51 | Takuma Satō           | Tutti            |
| Dreyer & Reinbold Racing                | Chevrolet | 23 | Santino Ferrucci      | 6                |
| Dreyer & Reinbold Racing                | Chevrolet | 24 | Sage Karam            | 6                |
| Chip Ganassi Racing                     | Honda     | 1  | Tony Kanaan           | 6                |
| Chip Ganassi Racing                     | Honda     | 8  | Marcus Ericsson       | Tutti            |
| Chip Ganassi Racing                     | Honda     | 9  | Scott Dixon           | Tutti            |
| Chip Ganassi Racing                     | Honda     | 10 | Álex Palou            | Tutti            |
| Chip Ganassi Racing                     | Honda     | 48 | Jimmie Johnson        | Tutti            |
| Ed Carpenter Racing                     | Chevrolet | 33 | Ed Carpenter          | 2,6,11-12,15     |
| Ed Carpenter Racing                     | Chevrolet | 20 | Conor Daly            | Tutti            |
| Ed Carpenter Racing                     | Chevrolet | 21 | Rinus VeeKay          | Tutti            |
| Juncos Hollinger Racing                 | Chevrolet | 77 | Callum Ilott R        | 1-6              |
| Juncos Hollinger Racing                 | Chevrolet | 77 | Santino Ferrucci      | 7                |
| Paretta Autosport                       | Chevrolet | 16 | Simona de Silvestro   | 8-9,14           |
| Meyer Shank Racing                      | Honda     | 06 | Hélio Castroneves     | Tutti            |
| Meyer Shank Racing                      | Honda     | 60 | Simon Pagenaud        | Tutti            |
| Rahal Letterman Lanigan Racing          | Honda     | 15 | Graham Rahal          | Tutti            |
| Rahal Letterman Lanigan Racing          | Honda     | 30 | Christian Lundgaard R | Tutti            |
| Rahal Letterman Lanigan Racing          | Honda     | 45 | Jack Harvey           | Tutti            |
| Team Penske                             | Chevrolet | 2  | Josef Newgarden       | Tutti            |
| Team Penske                             | Chevrolet | 3  | Scott McLaughlin      | Tutti            |
| Team Penske                             | Chevrolet | 12 | Will Power            | Tutti            |

     In competizione per il premio del miglior debuttante dell'anno (Rookie of the Year) 

## Calendario
Il diciannove settembre del 2021 viene annunciato il calendario di 17 gare per la stagione 2022.
| Rd. | Data         | Gara                                     | Circuito                                 | Città                     |
| --- | ------------ | ---------------------------------------- | ---------------------------------------- | ------------------------- |
| 1   | 27 febbraio  | Firestone Grand Prix of Saint Petersburg | C circuito cittadino di Saint Petersburg | Saint Petersburg, Florida |
| 2   | 20 marzo     | Genesys 600                              | O Texas Motor Speedway                   | Fort Worth, Texas         |
| 3   | 10 aprile    | Acura Grand Prix of Long Beach           | C Circuito di Long Beach                 | Long Beach, California    |
| 4   | 1º maggio    | Honda Indy Grand Prix of Alabama         | R Barber Motorsports Park                | Birmingham, Alabama       |
| 5   | 14 maggio    | GMR Grand Prix                           | R Indianapolis Motor Speedway            | Speedway, Indiana         |
| 6   | 29 maggio    | 106ª 500 Miglia di Indianapolis          | O Indianapolis Motor Speedway            | Speedway, Indiana         |
| 7   | 5 giugno     | Chevrolet Detroit Grand Prix             | C Circuito di Detroit                    | Detroit, Michigan         |
| 8   | 12 giugno    | REV Group Grand Prix at Road America     | R Road America                           | Elkhart Lake, Wisconsin   |
| 9   | 3 luglio     | Honda Indy 200 at Mid-Ohio               | R Circuito di Mid-Ohio                   | Lexington, Ohio           |
| 10  | 17 luglio    | Honda Indy Toronto                       | C Exhibition Place                       | Toronto, Ontario          |
| 11  | 23 luglio    | Hy-VeeDeals.com 250                      | O Iowa Speedway                          | Newton, Iowa              |
| 12  | 24 luglio    | Hy-Vee Salute to Farmers 300             | O Iowa Speedway                          | Newton, Iowa              |
| 13  | 30 luglio    | Grand Prix of Indianapolis               | R Indianapolis Motor Speedway            | Speedway, Indiana         |
| 14  | 7 agosto     | Big Machine Music City Grand Prix        | C Nashville Street Circuit               | Nashville, Tennessee      |
| 15  | 20 agosto    | Bommarito Automotive Group 500           | O World Wide Technology Raceway          | Madison, Illinois         |
| 16  | 4 settembre  | Grand Prix of Portland                   | R Portland International Raceway         | Portland, Oregon          |
| 17  | 11 settembre | Firestone Grand Prix of Monterey         | R Circuito di Laguna Seca                | Monterey, California      |

     Ovale corto/Superspeedway
     Circuito stradale
     Circuito cittadino

## Risultati della stagione

### Risultati delle gare
| Round | Gara             | Pole position    | Giro più veloce  | Più giri condotti | Vincitore        | Vincitore           | Vincitore | Note   | Resoconto |
| Round | Gara             | Pole position    | Giro più veloce  | Più giri condotti | Pilota           | Squadra             | Motore    | Note   | Resoconto |
| ----- | ---------------- | ---------------- | ---------------- | ----------------- | ---------------- | ------------------- | --------- | ------ | --------- |
| 1     | Saint Petersburg | Scott McLaughlin | Conor Daly       | Scott McLaughlin  | Scott McLaughlin | Team Penske         | Chevrolet | [ 26 ] | Resoconto |
| 2     | Texas            | Felix Rosenqvist | Patricio O'Ward  | Scott McLaughlin  | Josef Newgarden  | Team Penske         | Chevrolet | [ 27 ] | Resoconto |
| 3     | Long Beach       | Colton Herta     | Álex Palou       | Josef Newgarden   | Josef Newgarden  | Team Penske         | Chevrolet | [ 28 ] | Resoconto |
| 4     | Birmingham       | Rinus VeeKay     | Álex Palou       | Rinus VeeKay      | Patricio O'Ward  | Arrow McLaren SP    | Chevrolet | [ 29 ] | Resoconto |
| 5     | IMS GMR GP       | Will Power       | Colton Herta     | Colton Herta      | Colton Herta     | Andretti Autosport  | Honda     | [ 30 ] | Resoconto |
| 6     | Indianapolis 500 | Scott Dixon      | Marcus Ericsson  | Scott Dixon       | Marcus Ericsson  | Chip Ganassi Racing | Honda     | [ 31 ] | Resoconto |
| 7     | Detroit          | Josef Newgarden  | David Malukas    | Will Power        | Will Power       | Team Penske         | Chevrolet | [ 32 ] |           |
| 8     | Road America     | Alexander Rossi  | Josef Newgarden  | Josef Newgarden   | Josef Newgarden  | Team Penske         | Chevrolet | [ 33 ] |           |
| 9     | Mid-Ohio         | Patricio O'Ward  | Álex Palou       | Scott McLaughlin  | Scott McLaughlin | Team Penske         | Chevrolet | [ 34 ] |           |
| 10    | Toronto          | Colton Herta     | David Malukas    | Scott Dixon       | Scott Dixon      | Chip Ganassi Racing | Honda     | [ 35 ] |           |
| 11    | Iowa 1           | Will Power       | Will Power       | Josef Newgarden   | Josef Newgarden  | Team Penske         | Chevrolet | [ 36 ] |           |
| 12    | Iowa 2           | Will Power       | Will Power       | Josef Newgarden   | Patricio O'Ward  | Arrow McLaren SP    | Chevrolet | [ 37 ] |           |
| 13    | IMS Gallagher GP | Felix Rosenqvist | Simon Pagenaud   | Alexander Rossi   | Alexander Rossi  | Andretti Autosport  | Honda     | [ 38 ] |           |
| 14    | Nashville        | Scott McLaughlin | Scott McLaughlin | Álex Palou        | Scott Dixon      | Chip Ganassi Racing | Honda     | [ 39 ] |           |
| 15    | Madison          | Will Power       | Josef Newgarden  | Will Power        | Josef Newgarden  | Team Penske         | Chevrolet | [ 40 ] |           |
| 16    | Portland         | Scott McLaughlin | Josef Newgarden  | Scott McLaughlin  | Scott McLaughlin | Team Penske         | Chevrolet | [ 41 ] |           |
| 17    | Laguna Seca      | Will Power       | Patricio O'Ward  | Álex Palou        | Álex Palou       | Chip Ganassi Racing | Honda     |        |           |

### Assegnazione punti
| Risultato | 1º | 2º | 3º | 4º | 5º | 6º | 7º | 8º | 9º | 10º | 11º | 12º | 13º | 14º | 15º | 16º | 17º | 18º | 19º | 20º | 21º | 22º | 23º | 24º | 25º+ | Pole | almeno 1 giro in testa | maggiori giri in testa |
| Punti     | 50 | 40 | 35 | 32 | 30 | 28 | 26 | 24 | 22 | 20  | 19  | 18  | 17  | 16  | 15  | 14  | 13  | 12  | 11  | 10  | 9   | 8   | 7   | 6   | 5    | 1    | 1                      | 2                      |

I punti sono assegnati a tutti i piloti in gara, il 1° prende 50 punti mentre il 25° ne prende 5; ci sono delle eccezioni nel sistema di punteggio:
- Saranno assegnati punti doppi alla 500 Miglia di Indianapolis 2022.
- Una sostituzione del motore comporterà la perdita di 10 punti nella classifica piloti e nella classifica costruttori.
- Per le qualifiche della 500 Miglia di Indianapolis verranno assegnati punti per la classifica costruttori e per la classifica piloti in base ai risultati delle qualifiche finali come segue: Il costruttore e il pilota più veloce in qualifica (pole sitter) riceverà 9 punti, il secondo più veloce riceverà 8 punti e i punti assegnati diminuiranno di un punto fino al nono più veloce (1 punto).

### Classifica piloti
| Pos. | Pilota                 | STP | TXS | LBH | ALA | IGP1 | INDY  | DET | ROA | MDO | TOR | IOW | IOW  | IGP2 | NAS | MAD | POR | LAG | Pti |
| ---- | ---------------------- | --- | --- | --- | --- | ---- | ----- | --- | --- | --- | --- | --- | ---- | ---- | --- | --- | --- | --- | --- |
| 1    | Will Power             | 3L  | 4L  | 4L  | 4   | 3    | 1511  | 1L* | 19  | 3   | 15  | 3L  | 2L   | 3L   | 11  | 6L* | 2L  | 3L  | 560 |
| 2    | Josef Newgarden        | 16  | 1L  | 1L* | 14L | 25   | 13    | 4L  | 1L* | 7   | 10  | 1L* | 24L* | 5    | 6L  | 1L  | 8   | 2L  | 544 |
| 3    | Scott Dixon            | 8L  | 5   | 6   | 5   | 10   | 211L* | 3L  | 9   | 5   | 1L* | 5   | 4    | 8    | 1L  | 8   | 3   | 12  | 521 |
| 4    | Scott McLaughlin       | 1L* | 2L* | 14  | 6   | 20L  | 29    | 19  | 7   | 1L* | 9   | 22  | 3    | 4L   | 2L  | 3L  | 1L* | 6   | 510 |
| 5    | Álex Palou             | 2L  | 7   | 3L  | 2L  | 18   | 92L   | 6L  | 27  | 2   | 6   | 6   | 13   | 10   | 3L* | 9   | 12  | 1L* | 510 |
| 6    | Marcus Ericsson        | 9   | 3L  | 22  | 12  | 4L   | 15L   | 7   | 2L  | 6   | 5   | 8   | 6    | 11   | 14  | 7L  | 11  | 9   | 506 |
| 7    | Patricio O'Ward        | 12  | 15  | 5   | 1L  | 19L  | 27L   | 5   | 26  | 24L | 11L | 2   | 1L   | 12   | 24  | 4L  | 4   | 8   | 480 |
| 8    | Felix Rosenqvist       | 17  | 21  | 11  | 16  | 6L   | 48    | 10  | 6L  | 27  | 3L  | 26  | 7    | 9L   | 7   | 16L | 10  | 4L  | 393 |
| 9    | Alexander Rossi        | 20L | 27  | 8   | 9   | 11   | 5     | 2   | 3L  | 19  | 23  | 13  | 18   | 1*L  | 4   | 25  | 7   | 10  | 381 |
| 10   | Colton Herta           | 4   | 12  | 23L | 10  | 1L*  | 30    | 8   | 5   | 15L | 2L  | 24  | 12   | 24L  | 5   | 11  | 6   | 11  | 381 |
| 11   | Graham Rahal           | 7   | 22  | 7   | 8   | 16   | 14    | 26  | 8   | 12  | 4L  | 9   | 14   | 7    | 23  | 10L | 5L  | 18  | 345 |
| 12   | Rinus VeeKay           | 6L  | 10L | 13  | 3L* | 23   | 333L  | 16  | 17  | 4   | 13L | 4   | 19   | 6    | 12  | 26  | 20  | 14  | 331 |
| 13   | Romain Grosjean        | 5   | 26  | 2   | 7   | 17   | 319   | 17  | 4L  | 21  | 16  | 7   | 9    | 16   | 16  | 13L | 19  | 7   | 328 |
| 14   | Christian Lundgaard RY | 11  | 19  | 18  | 15  | 9    | 18    | 14  | 10L | 11  | 8   | 10  | 26   | 2    | 8   | 19  | 21L | 5   | 323 |
| 15   | Simon Pagenaud         | 15  | 8   | 19  | 11  | 2    | 8     | 9   | 12  | 10  | 7   | 23  | 23   | 25   | 9   | 20  | 23  | 17  | 314 |
| 16   | David Malukas R        | 26  | 11L | 21  | 20  | 12   | 16    | 11  | 16  | 9   | 12  | 14  | 8L   | 13   | 20  | 2L  | 14  | 13  | 305 |
| 17   | Conor Daly             | 21  | 18  | 12  | 19  | 5    | 6L    | 12  | 14  | 13  | 20  | 19  | 16   | 17   | 17  | 23  | 25  | 24  | 267 |
| 18   | Hélio Castroneves      | 14  | 23L | 9   | 21  | 14   | 7     | 25  | 22  | 8   | 17  | 16  | 21   | 19   | 13  | 15  | 17  | 19  | 263 |
| 19   | Takuma Sato            | 10  | 20L | 17  | 13  | 7    | 2510  | 13  | 15L | 14  | 25  | 21  | 10L  | 15   | 21  | 5L  | 18  | 23  | 258 |
| 20   | Callum Ilott R         | 19  | 16L | 24  | 25  | 8    | 32    |     | 11  | 23  | 14  | 12  | 11   | 14   | 15  | 21  | 9L  | 26L | 219 |
| 21   | Jimmie Johnson         | 23  | 6   | 20  | 24  | 22   | 2812L | 22  | 24  | 16  | 21  | 11L | 5    | 22   | 18  | 14  | 24  | 16  | 214 |
| 22   | Jack Harvey            | 13  | Wth | 15  | 18  | 13   | 24    | 15  | 13  | 20  | 19  | 18  | 20   | 20   | 10  | 24  | 15  | 20  | 209 |
| 23   | Devlin DeFrancesco R   | 22  | 24  | 25L | 17  | 21   | 20    | 18  | 18  | 17  | 18  | 17  | 15   | 18   | 22  | 12  | 16  | 15  | 206 |
| 24   | Kyle Kirkwood R        | 18  | 25L | 10  | 22  | 26   | 17    | 24  | 20  | 26  | 22  | 15  | 25   | 23   | 19  | 17  | 13  | 21  | 183 |
| 25   | Dalton Kellett         | 25  | 17  | 26  | 23  | 27   | 27    | 20  | 23  | 22  | 24  | 20  | 22   | 21   | 25  | 18  | 22  | 25  | 133 |
| 26   | Tony Kanaan            |     |     |     |     |      | 36L   |     |     |     |     |     |      |      |     |     |     |     | 78  |
| 27   | Ed Carpenter           |     | 13L |     |     |      | 194   |     |     |     |     | 25  | 17   |      |     | 22  |     |     | 75  |
| 28   | Santino Ferrucci       |     | 9   |     |     |      | 10    | 21  |     |     |     |     |      |      |     |     |     |     | 71  |
| 29   | Tatiana Calderón R     | 24  |     | 16  | 26  | 15L  |       | 23  | 25  | 25  |     |     |      |      |     |     |     |     | 58  |
| 30   | J. R. Hildebrand       |     | 14L |     |     |      | 12    |     |     |     |     |     |      |      |     |     |     |     | 53  |
| 31   | Juan Pablo Montoya     |     |     |     |     | 24   | 11    |     |     |     |     |     |      |      |     |     |     |     | 44  |
| 32   | Simona de Silvestro    |     |     |     |     |      |       |     | 21  | 18  |     |     |      |      | 26  |     |     | 22  | 34  |
| 33   | Marco Andretti         |     |     |     |     |      | 22L   |     |     |     |     |     |      |      |     |     |     |     | 17  |
| 34   | Sage Karam             |     |     |     |     |      | 23    |     |     |     |     |     |      |      |     |     |     |     | 14  |
| 35   | Stefan Wilson R        |     |     |     |     |      | 26    |     |     |     |     |     |      |      |     |     |     |     | 10  |
| Pos. | Pilota                 | STP | TXS | LBH | ALA | IGP  | INDY  | DET | ROA | MDO | TOR | IOW | IOW  | SPE  | NAS | MAD | POR | LAG | Pti |

| Colore  | Risultato                 |
| ------- | ------------------------- |
| Oro     | Vincitore                 |
| Argento | 2º posto                  |
| Bronzo  | 3º posto                  |
| Verde   | 4º e 5º posto             |
| Celeste | 6º-10º posto              |
| Blu     | Finita fuori dalla top 10 |
| Viola   | Non finita                |
| Rosso   | Non qualificato (DNQ)     |
| Marrone | Ritirato (Wth)            |
| Nero    | Squalificato (DSQ)        |
| Bianco  | Non partito (DNS)         |
| Bianco  | Gara cancellata (C)       |
| Vuoto   | Non partecipa             |

| Legenda   |                                            |
| Grassetto | Pole position (1 punto; tranne Indy)       |
| Corsivo   | Giro più veloce                            |
| L         | Almeno un giro in testa (1 punto)          |
| *         | Più giri in testa (2 punti)                |
| 1–9       | Indy 500 "Fast Nine" (punti bonus)         |
| c         | Qualifiche cancellate (nessun punto bonus) |
| RY        | Rookie of the Year                         |
| R         | Rookie                                     |

### Classifica costruttori motori
| Pos | Costruttore | STP  | TXS  | LBH | ALA  | IGP1 | INDY | DET  | ROA | MDO  | TOR  | IOW  | IOW  | IGP2 | NAS | MAD  | POR  | LAG | Bonus | Pti  |
| --- | ----------- | ---- | ---- | --- | ---- | ---- | ---- | ---- | --- | ---- | ---- | ---- | ---- | ---- | --- | ---- | ---- | --- | ----- | ---- |
| 1   | Chevrolet   | 1    | 1    | 1   | 1    | 3    | 2    | 1    | 1   | 1    | 3    | 1    | 1    | 3    | 2   | 1    | 1    | 1   | 75    | 1510 |
| 1   | Chevrolet   | 3    | 2    | 4   | 3    | 5    | 3    | 4    | 6   | 3    | 9    | 2    | 2    | 4    | 5   | 3    | 2    | 2   | 75    | 1510 |
| 1   | Chevrolet   | 91PW | 96PW | 87W | 91PW | 66P  | 76F  | 88PW | 83W | 91PW | 57   | 96PW | 96PW | 68P  | 71P | 91PW | 96PW | 91P | 75    | 1510 |
| 2   | Honda       | 2    | 3    | 2   | 2    | 1    | 1    | 2    | 2   | 2    | 1    | 5    | 4    | 1    | 1   | 2    | 3    | 3   | 32    | 1299 |
| 2   | Honda       | 4    | 5    | 3   | 5    | 2    | 4    | 3    | 3   | 5    | 2    | 6    | 5    | 2    | 3   | 5    | 5    | 6   | 32    | 1299 |
| 2   | Honda       | 72   | 65   | 76P | 70   | 95W  | 89PW | 75   | 76P | 70   | 96PW | 58   | 62   | 75W  | 90W | 70   | 65   | 63  | 32    | 1299 |